# ハマダーン
ハマダーン（ペルシア語: همدان ; Hamadān [hæmedɒːn]、古代ペルシア語:Hagmatana、古代ギリシア語:Ecbatana）は、イランのハマダーン州の都市である。ハマダーン州の州都である。人口は、550,284人（2005年推計値）である。

## 概要
イラン最古の都市であり、世界的にも最古の都市のひとつである。かつてのメディア王国の首都、エクバタナ（ハグマターナ）である。

## 地理
ハマダーンはイラン中西部に位置し、アルヴァンド山（標高：3,574m）の麓、緑に囲まれたの山岳地帯にあり、平均標高は1,850mである。
ハマダーンがもつ古都の風情や史跡の数々は夏の間この町に旅行者を惹きつける。テヘランからは南西約360kmの距離に位置する。

## 対外関係

### 姉妹都市･提携都市
- クリャーブ（タジキスタン共和国 ハトロン州）